# Michail Hardzjajčuk
Michail Mikalaevič Hardzjajčuk (in bielorusso Міхаіл Мікалаевіч Гардзяйчук?; Saran, 23 ottobre 1989) è un calciatore bielorusso di origini kazake, attaccante del Dinamo Brėst.

## Carriera

### Club
Ha giocato in massima serie con la maglia del Neman.

### Nazionale
Nel 2011 ha conquistato un terzo posto agli Europei Under-21.
Nel 2012 ha partecipato ai Giochi Olimpici di Londra.
Ha esordito in nazionale maggiore il 15 novembre 2013 nell'amichevole Albania-Bielorussia (0-0).

## Palmarès

### Club
- Campionato bielorusso: 6

BATE: 2011, 2014, 2015, 2016, 2017, 2018
- Coppa di Bielorussia: 1

BATE: 2014-2015
- Supercoppa di Bielorussia: 4

BATE: 2011, 2015, 2016, 2017

### Individuale
- Capocannoniere del campionato bielorusso: 2

2016 (15 gol, assieme a Vital' Radyënaŭ), 2017 (18 gol)
- Calciatore dell'anno (Bielorussia): 1

2017